# Erzkuckucke
Die Erzkuckucke (Ceuthmochares) sind eine Gattung aus der Familie der Kuckucksvögel, die zu der Unterfamilie der Buntschnabelkuckucken gehört. Anders als viele Arten der Kuckucke sind sie keine Brutschmarotzer, sondern ziehen ihren Nachwuchs selber groß.
Erzkuckucke sind baumbewohnende Kuckucke, die ausschließlich in der Afrotropis vorkommen. Es werden seit einigen Jahren zwei Arten unterschieden, die zu dieser Gattung gehört. Der Osterzkuckuck galt zuvor lange Zeit als eine Unterart des Westerzkuckucks. Beide Arten sind Standvögel.
Für beide Arten wird die Bestandssituation mit LC (=least concern – nicht gefährdet) angegeben, da ihr Verbreitungsgebiet groß und sie in Teilen dieses Verbreitungsgebietes vergleichsweise häufige Vögel sind.

## Merkmale
Erzkuckucke erreichen eine Körperlänge von  etwa 33 Zentimeter. Auf die Steuerfedern entfallen rund 20 bis 21 Zentimeter. Der kräftige Schnabel misst rund 2,4 Zentimeter. Sie wiegen zwischen 60 und 70 Gramm.
Es gibt bei beiden Arten keinen auffälligen Geschlechtsdimorphismus. Das Gefieder ist überwiegend grau beziehungsweise dunkelgrün. Die Iris ist rot oder kastanienbraun, bei Jungvögeln ist sie braun. Beide Arten haben einen auffälligen Lidring und  der kräftige Schnabel ist leuchtend gelb und geht an der Schnabelbasis in ein Schwarz über. Die Beine sind schwarz.
Die Iris ist rot oder kastanienbraun, bei Jungvögeln ist sie braun. Der Lidring ist gelb und geht vor dem Auge in einen grünlichen Ton über. Der kräftige Schnabel ist leuchtend gelb und geht insbesondere an der Schnabelbasis in ein Schwarz über. Die Beine sind schwarz.
Jungvögel ähneln den adulten Vögeln, sind aber insgesamt matter gefärbt.

## Verbreitungsgebiet
Erzkuckucke sind Arten der Afrotropis. Das Verbreitungsgebiet des Osterzkuckucks ist der Osten Afrikas. Es reicht vom Südwesten Äthiopiens, über den Nordostens Ugandas, den Süden Somalias, den Osten Kenias über Tansania bis in den Norden und Osten von Sambia, Mosambik, Malawi, den Süden Simbabwes bis in den Osten der Republik Südafrika. Der Osterzkuckuck ist überwiegend ein Standvogel. Allerdings gibt es Hinweise darauf, dass diese Kuckucksart im Zeitraum Oktober bis April die Küstenregionen Kenias und Tansanias verlässt und ins Inland zieht.
Das Verbreitungsgebiet des Westerzkuckucks liegt im Westen von Afrika und erstreckt sich von der Küste Senegals, Gambias und Guineas  bis nach Uganda und in den Süden vom Sudan, den Westen Kenias und den Nordwesten Tansanias. Er kommt außerdem im Norden von Angola, in Gabun und Äquatorialguinea vor.

## Lebensweise
Erzkuckucke sind heimlich lebende Vögel, die sich meist im dichten Laubwerk von Baumkronen aufhalten. Ihre Nahrung finden sie überwiegend in Baumwipfeln acht bis 30 Meter über dem Erdboden. Sie fressen überwiegend Raupen, darunter wie viele anderen Kuckucke auch stark behaarte Raupen, die von den meisten anderen Vogelarten gemieden werden. Daneben fressen sie fliegende Termiten, Käfer, Bienen, Kakerlaken, Spinnen, Schnecken und Baumfrösche. Für den Westerzkuckuck ist auch gelegentliches Fressen kleinerer Vögel nachgewiesen. Er frisst außerdem Früchte, Samen und Blätter.
Über die Fortpflanzung der Erzkuckucke ist nur wenig bekannt. Vermutet wird, dass beide Arten monogam sind und ein Revier verteidigen. Das Nest ist eine lockere Plattform aus belaubten Ästen, die gewöhnlich zwei bis fünf Meter über dem Erdboden in einer Astgabel errichtet wird. Das Gelege besteht normalerweise aus zwei Eiern, in seltenen Fällen auch bis zu vier Eiern. Sie sind weiß bis cremefarben. Über die Entwicklung der Nestlinge und Jungvögel ist bislang nichts bekannt.

## Arten
Folgende Arten werden zu der Gattung gezählt:
- Westerzkuckuck (Ceuthmochares aereus)
  - C. a. aereus, Vieillot, 1817
  - C. a. flavirostris, Swainson, 1837
- Osterzkuckuck (Ceuthmochares australis)

Der Osterzkuckuck ist monotypisch.

## Einzelbelege
1. 1 2 3 4  Erhitzøe, Mann, Brammer, Fuller: Cuckoos of the World. S. 233.
2. ↑  Robert B. Payne: The Cuckoos. Oxford University Press 2005. (Bird Families of the World Nr. 15) ISBN 0-19-850213-3.
3. ↑  IUCN: Osterzkuckuck, aufgerufen am 17. August 2016
4. ↑  IUCN:Westerzkuckuck, aufgerufen am 20. August 2016
5. 1 2  Erhitzøe, Mann, Brammer, Fuller: Cuckoos of the World. S. 233 und S. 235.
6. 1 2  Erhitzøe, Mann, Brammer, Fuller: Cuckoos of the World. S. 234 und S. 236.
7. ↑  Erhitzøe, Mann, Brammer, Fuller: Cuckoos of the World. S. 236.